# 瀬越芳
瀬越 芳（せごし かおり、1966年7月24日 - ）は、日本の声優、女優。大阪府出身。血液型はAB型。
プロダクション東京ドラマハウス→離籍。

## 出演作品

### ナレーション
- 山崎産業
- オフテクス
- ピップフジモト（現 ピップ）
- NTT西日本（ラジオCM）
- NTTドコモ中国（ラジオCM）
- 京都きものプラザ
- 都ホテル
- 大阪なんなんタウン
- 大阪市営交通
- Marunouchi Card
- J:COM
- 囲碁・将棋チャンネル

### MC
- 世田谷区ふれあいフェスタ
- いちよし証券 セミナー
- 東急ホームズ不動産 セミナー
- いつかA列車に乗って 映画完成披露試写会

### その他
- 楽天TV（商品ナビゲーター）
- QVCジャパン （商品アドバイザー）
- ショップチャンネル ミノルタ販売（商品アドバイザー）

### ラジオ
- フレッシュモーニング
- タッチミーインザモーニング
- ドラマハウスのパワフルラジオ

| スタブアイコン | サブスタブ | この項目は、まだ閲覧者の調べものの参照としては役立たない、俳優（男優・女優）に関連した書きかけの項目です。この項目を加筆・訂正などしてくださる協力者を求めています（P:映画/PJ芸能人）。 |